# Liste der Baudenkmale in Klütz
In der Liste der Baudenkmale in Klütz sind alle denkmalgeschützten Bauten der mecklenburgischen Stadt Klütz und ihrer Ortsteile aufgelistet. Grundlage ist die Veröffentlichung der Denkmalliste des Landkreises Nordwestmecklenburg mit dem Stand vom 29. Juli 2019.

## Einzelbauwerke

### Klütz
| ID   | Lage                                        | Bezeichnung                                                                                                 | Beschreibung | Bild                                                     |
| ---- | ------------------------------------------- | --- | --- | -------------------------------------------------------- |
| 793  | Bahnhofstraße 3 und 4 (Karte)               | Bahnhof mit Empfangsgebäude, Güterabfertigungsgebäuden, Lokschuppen, Drehscheibe und Bahnarbeiterwohnhäuser | 1 bis 2-geschossiger Putzbau mit Krüppelwalm und 2-geschossigem Zwerchgiebel für die Bahnstrecke Grevesmühlen–Klütz von 1905 | Weitere Bilder                                           |
| 794  | Boltenhagener Straße 2 (Karte)              | Wohnhaus | |                                                          |
| 795  | Boltenhagener Straße 10 (Karte)             | Villa | |                                                          |
| 796  | Boltenhagener Straße 11 (Karte)             | Landambulatorium                                                                                            | |                                                          |
| 797  | Boltenhagener Straße 18 (Karte)             | Schule | | Schule                                                   |
| 798  | (Karte)                                     | Alter Friedhof mit Gedenkstätte Cap Arcona und Mausoleum                                                    | Seit 1960 Grabanlage mit Gedenkstein für sechzehn der über 7000 beim Untergang des KZ-Schiffs Cap Arcona umgekommenen KZ-Häftlinge; umgestaltet 1970 | Alter Friedhof mit Gedenkstätte Cap Arcona und Mausoleum |
| 799  | Schloßstraße (Karte)                        | Neuer Friedhof                                                                                              | Friedhof mit Umfassungsmauer und historischen Grabplatten | Neuer Friedhof                                           |
| 800  | Im Thurow 9 (Karte)                         | Wohnhaus | |                                                          |
| 802  | Im Thurow 14 (Karte)                        | Speicher Literaturhaus Uwe Johnson                                                                          | 4-geschossiger ehemals verputzter Bohnen- und Getreidespeicher von 1890, ab 2006 zwei Geschosse genutzt für das Literaturhaus Uwe Johnson | Speicher Literaturhaus Uwe Johnson                       |
| 803  | Wismarsche Straße (Karte)                   | Kirche | Backsteingotische, dreischiffige, drei jochige Hallenkirche von der Mitte des 13. Jahrhunderts mit romanischen Elementen; 2-jochiger, rechteckiger Chor; quadr. Westturm vom 14. Jh. in Mittelschiffbreite; Innen: Langhausgewölbe 1701 ersetzt; gotischer Taufstein, Renaissance-Kanzel von 1587, Barockaltar vom Anfang des 18. Jh. | Kirche                                                   |
| 804  | Wismarsche Straße 14 (Karte)                | Katholische Kirche                                                                                          | Filialkirche als Saalbau von 1932 mit Dachreiter und Zollingerdach | Katholische Kirche                                       |
| 805  | Lübecker Straße 3 (Karte)                   | Molkerei | |                                                          |
| 806  | Markt 4 (Karte)                             | Wohnhaus | |                                                          |
| 807  | Mühlenberg (Karte)                          | Windmühle                                                                                                   | Vorgängerbau Erdholländermühle 1901 abgebrannt; dann Galerieholländerwindmühle von 1904 mit massiven, achtseitige Unterbau und Mühlenkörper; 1940 Dampfkesseleinbau; Betrieb bis 1954, dann Lager; ab 1985 Gaststätte | Weitere Bilder                                           |
| 808  | Neue Siedlung 10 (Karte)                    | Wohnhaus | |                                                          |
| 809  | Oberklützer Weg 1 (Karte)                   | Wohnhaus | |                                                          |
| 810  | Predigerstraße                              | Pfarrhaus                                                                                                   | | Pfarrhaus                                                |
| 811  | Rudolf-Breitscheid-Straße 1 (Karte)         | ehemaliges Zollhaus                                                                                         | |                                                          |
| 812  | Rudolf-Breitscheid-Straße 3 (Karte)         | Wohnhaus mit Hintergebäude                                                                                  | |                                                          |
| 813  | Rudolf-Breitscheid-Straße 5 (Karte)         | Wohnhaus mit Stall                                                                                          | |                                                          |
| 814  | Rudolf-Breitscheid-Straße 12 (Karte)        | Gebäudehülle mit Wirtschaftsgebäude                                                                         | Wohnhaus nur als Gebäudehülle erhalten |                                                          |
| 815  | Rudolf-Breitscheid-Straße 14 und 15 (Karte) | Wohnhaus | |                                                          |
| 816  | Rudolf-Breitscheid-Straße 27 (Karte)        | Forsthof | |                                                          |
| 817  | Rudolf-Breitscheid-Straße 52 (Karte)        | Wohnhaus | |                                                          |
| 819  | Rudolf-Breitscheid-Straße 56 (Karte)        | Hofanlage                                                                                                   | Wohnhaus mit Scheunen und Stall |                                                          |
| 820  | Rudolf-Breitscheid-Straße 60 (Karte)        | Kaufhaus | |                                                          |
| 821  | Am Park 1 (Karte)                           | Schlossanlage Bothmer mit Park, Festonallee, Nebengebäuden und 3 Pfostensteine                              | 2-geschossiger, 11-achsiger, barocker Putzbau von 1726–1732 nach Plänen von Johann Friedrich Künnecke für Hans Caspar von Bothmer mit Walmdach und mittigem Giebelrisalit sowie mit zwei Flügelbauten um einen „Ehrenhof“; eine Allee führt auf das Schloss; Innen: reiche Stuckdekorationen italienische Künstler von um 1750 und Festsaal von Andrea Maini gestaltet; nach 1948 Altenheim; nach 1991 zunächst Nichtumsetzung vorgelegter Nutzungskonzepte durch private Nutzer, seit 2008 ist das Land Eigentümer, Sanierung ab 2009 | Weitere Bilder                                           |
| 822  | Schloßstraße 1 (Karte)                      | Wohnhaus | |                                                          |
| 823  | Schloßstraße 2 (Karte)                      | Wohnhaus | |                                                          |
| 824  | Schloßstraße 11 (Karte)                     | Wohnhaus | |                                                          |
| 825  | Schloßstraße 29 (Karte)                     | Post | | Post                                                     |
| 827  | Schloßstraße 34 (Karte)                     | Rathaus | |                                                          |
| 828  | Schloßstraße 51 (Karte)                     | Wohnhaus | |                                                          |
| 829  | Schloßstraße 53 (Karte)                     | Wohnhaus | |                                                          |
| 830  | Schulweg 1 und 2 (Karte)                    | Wohnhaus | | Wohnhaus                                                 |
| 831  | Wismarsche Straße 2 (Karte)                 | Wohnhaus | |                                                          |
| 832  | Wismarsche Straße 4 (Karte)                 | Küstenwohnhaus                                                                                              | | Küstenwohnhaus                                           |
| 833  | Wismarsche Straße 5 (Karte)                 | Wohnhaus | |                                                          |
| 834  | Wismarsche Straße 12 (Karte)                | Wohnhaus | |                                                          |
| 835  | Wismarsche Straße 30 (Karte)                | Wohnhaus | |                                                          |
| 836  | Wismarsche Straße 31 (Karte)                | Wohnhaus | |                                                          |
| 837  | Wismarsche Straße 34 (Karte)                | Wohnhaus | | Wohnhaus                                                 |
| 838  | Wismarsche Straße (Karte)                   | Kriegerdenkmal                                                                                              | | Kriegerdenkmal                                           |
| 1532 | Kirchplatz (Karte)                          | Mausoleum und Allee                                                                                         | | Mausoleum und Allee                                      |
| 1576 | Im Thurow 10                                | Hofanlage                                                                                                   | Bauernhaus einschließlich Nebengebäude |                                                          |
| 1651 | Im Thurow 5                                 | Wohnhaus | |                                                          |

### Arpshagen
| ID | Lage                      | Bezeichnung                         | Beschreibung | Bild                                |
| -- | ------------------------- | ----------------------------------- | ------------ | ----------------------------------- |
| 19 | Neue Straße 12 (Karte)    | Gutshaus und Stall (jetzt Wohnhaus) |              | Gutshaus und Stall (jetzt Wohnhaus) |
| 20 | An der Chaussee 9 (Karte) | ehem. Inspektorenhaus               |              |                                     |

### Christinenfeld
| ID   | Lage                  | Bezeichnung | Beschreibung         | Bild        |
| ---- | --------------------- | ----------- | -------------------- | ----------- |
| 162  | Dorfstraße (Karte)    | Speicher    |                      | Speicher    |
| 1582 | Dorfstraße 19 (Karte) | Meilenstein | Flur 1, Flurstück 25 | Meilenstein |

### Goldbeck
| ID   | Lage                  | Bezeichnung         | Beschreibung | Bild |
| ---- | --------------------- | ------------------- | ------------ | ---- |
| 1580 | Dorfstraße 17 (Karte) | Gutshaus            |              |      |
| 1613 |                       | Grenzstein von 1855 |              |      |

### Grundshagen
| ID  | Lage                                       | Bezeichnung                | Beschreibung | Bild                       |
| --- | ------------------------------------------ | -------------------------- | ------------ | -------------------------- |
| 672 | Dorfstraße (an der Bushaltestelle) (Karte) | Stall                      |              | Stall                      |
| 673 | Dorfstraße 23 (Karte)                      | Gutshaus mit Stallspeicher |              | Gutshaus mit Stallspeicher |

### Hofzumfelde
| ID   | Lage | Bezeichnung | Beschreibung          | Bild |
| ---- | ---- | ----------- | --------------------- | ---- |
| 1591 |      | Meilenstein | Flur 1, Flurstück 111 |      |

### Kühlenstein
| ID  | Lage                 | Bezeichnung | Beschreibung | Bild |
| --- | -------------------- | ----------- | ------------ | ---- |
| 857 | Dorfstraße 1 (Karte) | Wohnhaus    |              |      |
| 858 |                      | Hallenhaus  |              |      |

### Niederklütz
| ID  | Lage                 | Bezeichnung | Beschreibung | Bild |
| --- | -------------------- | ----------- | ------------ | ---- |
| 839 | Dorfstraße 1 (Karte) | Wohnhaus    |              |      |

### Oberhof
| ID  | Lage                 | Bezeichnung       | Beschreibung | Bild |
| --- | -------------------- | ----------------- | --- | ---- |
| 840 | Am Gutshof 1 (Karte) | Gutshaus mit Park | 2-geschossiger, 13-achsiger Putzbau von 1780, neobarocker Umbau nach 1900 mit Krüppelwalm, 3-geschossiger Zwerchgiebel mit Dreiecksabschluss, nach 1945 bis 1991 Schule, heute (2015) Ferienwohnungen im Herren- und Kutscherhaus; Park mit alten Baumbestand |      |

### Wohlenberg
| ID   | Lage                    | Bezeichnung | Beschreibung           | Bild        |
| ---- | ----------------------- | ----------- | ---------------------- | ----------- |
| 1609 | An der Chaussee (Karte) | Meilenstein | Flur 1, Flurstück 52/6 | Meilenstein |

## Gelöschte Baudenkmäler

### Klütz
| ID  | Lage                                 | Bezeichnung | Beschreibung | Bild |
| --- | ------------------------------------ | ----------- | ------------ | ---- |
| 818 | Rudolf-Breitscheid-Straße 54 (Karte) | Wohnhaus    |              |      |
| 826 | Schloßstraße 31 (Karte)              | Wohnhaus    |              |      |

### Christinenfeld
| ID  | Lage              | Bezeichnung                              | Beschreibung | Bild |
| --- | ----------------- | ---------------------------------------- | ------------ | ---- |
| 161 | An der Chaussee 1 | ehemaliges Chausseehaus mit Stallgebäude |              |      |

## Quelle
- Denkmalliste des Landkreises Nordwestmecklenburg mit Stand vom 16. September 2020 (Download-Link).